# Hallein
Hallein – miasto powiatowe w Austrii, w kraju związkowym Salzburg, siedziba powiatu Hallein. Leży nad rzeką Salzach, w Alpach Berchtesgadeńskich, przy granicy z Niemcami. Liczy 21 200 mieszkańców (2019).
W mieście rozwinął się przemysł papierniczy, kosmetyczny oraz silników elektrycznych.

## Współpraca
Miejscowość partnerska:
- Gurk, Karyntia

## Osoby związane z Hallein
- Herbert Fux – aktor filmowy i telewizyjny, polityk
- Judith Wiesner – tenisistka
- Anna Veith – narciarka alpejska, dwukrotna medalistka olimpijska
- Franz Xaver Gruber – kompozytor melodii do kolędy Cicha noc
- Thomas Stangassinger – narciarz alpejski, mistrz olimpijski
- Stefan Ilsanker – piłkarz